# 台中廣三SOGO百貨槍擊案
台中廣三SOGO百貨槍擊案，又稱為廣三崇光百貨槍擊案、廣三SOGO槍擊案，是一起發生於1999年6月5日，臺灣臺中市廣三SOGO百貨門口的槍擊案，歹徒的流彈造成孕婦莊嘉慧變成植物人，同年9月剖腹取出的胎兒也因多重畸形而死亡。嫌犯至今仍未落網。

## 事發經過
1999年6月5日上午11點20分左右，臺中市廣三SOGO百貨剛開門時，遭兩名戴安全帽、口罩的蒙面歹徒，持衝鋒槍掃射一樓門口43槍，歹徒掃射完隨即駕車逃逸，一名23歲的孕婦莊嘉慧遭流彈打中，身受重傷。警方隨後找到歹徒作案用的車號RI-7500的墨綠色轎車，並懷疑是因為廣三超貸案的財務糾紛，而以持槍掃射做為警告。

### 被害人母女
流彈打中一名懷孕20週的孕婦莊嘉慧，當時子彈貫穿莊的左、右胸腔，有嚴重血胸情形，送醫時已瞳孔放大，一度母女命危。歷經中山醫學大學附設醫院搶救後，回復生命跡象，但莊仍處於昏迷之中。
之後莊的生命跡象漸趨穩定，胎兒也穩定下來，由事發當時的350公克，逐漸長大，不過在母體昏迷下，胎兒持續出現腦水腫症狀，即使平安出生，也可能影響智能及四肢發育，或有其他併發症。由於胎兒狀況可能不樂觀，面對兩條生命孰先孰後的取捨，莊嘉慧家屬起初向院方表示希望能一併搶救母女兩人。
同年7月中旬，莊嘉慧出現子宮收縮、早產跡象，於是家屬決定放棄小孩，引產胎兒，以全力搶救母親，但醫院礙於當時優生保健法的規定，除非有先天致死性的異常，否則醫護人員不得引產24週以上胎兒，所以不敢違法替莊作引產手術。中山醫院院方於會同法律學者後，決定於1999年9月1日，胎兒第32週時，替無法自然產下胎兒的莊嘉慧進行剖腹。剖腹手術後生下一女，由父親林啟文取名為林亞慈，但女嬰出生時心跳微弱，無法自行呼吸，四肢、耳朵、下巴也有畸形，經過插管搶救，仍在9月2日夭折。

### 引發效應
廣三SOGO槍擊案受到當時台灣社會的高度關注，除關心莊嘉慧母女的健康外，同時引起輿論對於治安，以及墮胎與引產在道德、法律、醫療上議題的討論。就治安方面，行政院因此特別派出維安特勤隊進駐臺中市。

### 曾正仁賠償
事後，前廣三總裁曾正仁對廣三SOGO槍擊案被害人莊嘉慧家屬賠償700萬元。2004年，曾正仁因廣三超貸案中的背信罪部分被判11年徒刑，曾正仁因此棄保潛逃中國大陸。

### 嫌犯未落網
警方起初推測，當時的廣三集團總裁曾正仁因廣三超貸案，超貸多家銀行共2~300億，而遭人開槍警告，並懷疑是槍擊要犯陳勇志所為。之後陳勇志潛逃中國，10多年後方落網遣返回台，但陳始終否認犯下此案。
經檢方調查後，排除陳勇志為蒙面歹徒，嫌犯應另有他人。在1999年6月5日上午11點20分左右，亦即廣三SOGO槍擊案案發當時，陳勇志被立委林進春服務處的監視器拍到走進服務處的畫面，故陳有不在場證明，加上彈道比對不符、陳通過測謊，檢方無證據證明本案為陳所為，所以未就廣三SOGO槍擊案對陳起訴。
莊嘉慧至今仍為植物人，昏迷不醒，為了不耽誤女婿林啟文的青春，由莊嘉慧父母主動提出離婚。2018年5月12日，因耗盡所得700萬賠償金與積蓄，照顧19年的父母已無力繼續照顧女兒，含淚將她送往台中慈濟醫院附設護理之家，而本案犯人迄今未落網。

## 伍佰贈歌
|  | 「縱然帶著永遠的傷口 至少我還擁有自由」 |

伍佰的作品《白鴿》於1999年初創作完成，是他為了台灣所寫，融入他在香港大陸星馬等華人地區的感觸，寫台灣社會面臨困境，但之中仍存有希望、未來與自由。廣三SOGO槍擊案發生後，由於聽聞莊嘉慧為伍佰歌迷，1999年7月14日，伍佰前往探視昏迷中的莊嘉慧，為其加油打氣，並將《白鴿》一曲送給她。歌詞中「縱然帶著永遠的傷口 至少我還擁有自由」，象徵即使受了傷、流著血，靈魂依舊是自由的。